# Highway to Hell
Highway to Hell (Autopista al infierno) es el sexto álbum de estudio de la banda de hard rock AC/DC, lanzado al mercado el 27 de julio de 1979 por Atlantic Records. También es el quinto álbum de estudio internacional de la banda, y todas sus canciones fueron escritas por Angus Young, Malcolm Young y Bon Scott, entre las que destacan "Highway to Hell", "Touch Too Much", "Walk All Over You", "Shot Down in Flames", "If You Want Blood (You've Got It)" y el oscuro blues "Night Prowler".
Se consideró el álbum más popular de la banda hasta el momento, y ayudó a incrementar la popularidad de ésta considerablemente, posicionándola para el éxito de su álbum Back In Black el año siguiente. Fue el último álbum grabado con el vocalista Bon Scott antes de que este muriese en febrero de 1980.
Highway To Hell fue el primer álbum de AC/DC que no fue producido por Harry Vanda y George Young.
En Australia, salió a la venta con una cubierta ligeramente diferente. A diferencia de la internacional, tenía llamas en la guitarra. En Alemania del Este se cambiaron los diseños de las carátulas.

## Lista de canciones
Todas las canciones escritas y compuestas por Angus Young, Malcolm Young and Bon Scott. Published by Edward B. Marks Music Corporation, BMI. 
| N.º | Título                              | Duración |  |
| 1.  | «Highway to Hell»                   | 3:30     |  |
| 2.  | «Girls Got Rhythm»                  | 3:26     |  |
| 3.  | «Walk All Over You»                 | 5:12     |  |
| 4.  | «Touch Too Much»                    | 6:34     |  |
| 5.  | «Beating Around the Bush»           | 4:00     |  |
| 6.  | «Shot Down in Flames»               | 3:25     |  |
| 7.  | «Get It Hot»                        | 2:37     |  |
| 8.  | «If You Want Blood (You've Got It)» | 4:40     |  |
| 9.  | «Love Hungry Man»                   | 4:20     |  |
| 10. | «Night Prowler»                     | 6:27     |  |

## Influencia
En Stone Ocean, la sexta parte del manga japonés JoJo's Bizarre Adventure, el stand perteneciente a Thunder McQueen se llama Highway to Hell, en alusión al álbum de la banda y canción homónima.

## Músicos
- Bon Scott - voz principal y coros +
- Angus Young - guitarra principal
- Malcolm Young - guitarra rítmica y coros +
- Cliff Williams - bajo y coros
- Phil Rudd - batería